# 野上寿
野上 寿（のがみ ひさし、1910年7月28日 - 1990年10月10日）は日本の薬学者。野上壽 の名前もある。東京大学名誉教授。専門は製剤学。

## 経歴
岡山県に生まれる。1928年福岡県中学修猷館、1931年旧制福岡高等学校理科甲類を経て、1934年東京帝国大学医学部薬学科を卒業。
1941年4月東京帝国大学で薬学博士。論文の題は「野上壽 //6,8-Dimethoxy-3-alkylisocumarinの合成 」。
1942年2月大阪帝国大学医学部附属医院薬局長に就任。1948年8月東京大学医学部附属病院薬局長・助教授に転じる。
1951年7月東京大学医学部附属病院教授、1958年4月東京大学薬学部製剤学教授に就任。1964年4月から1968年3月にかけて東京大学薬学部長を務め、1968年3月定年退官。1971年東京大学名誉教授となる。
1966年5月から1976年5月にかけて薬学教育協議会会長。1986年4月から1990年10月に亡くなるまで日本薬史学会会長を務める。

## 著書
- 『百万人の家庭薬』 隆鳳堂書店、1961年